# Marcelo Araújo Alves
Marcelo Araújo Alves (* 1994) ist ein deutsch-brasilianischer Reggae-Sänger.

## Leben
Alves stammt aus Brasilien und lebt seit 2011 in Deutschland. Er besuchte in Fulda die Ferdinand-Braun-Schule sowie die Eduard-Stieler-Schule und absolvierte eine Ausbildung zum Gas- und Wasserinstallateur.
Als im Sommer 2014 am Fuldaer Universitätsplatz ein Bus der Castingshow Deutschland sucht den Superstar Halt machte, sang Alves vor und wurde zum Casting für die zwölfte Staffel der Show eingeladen. Dort trat er mit dem selbstgeschriebenen Reggaesong Verliebt in der falsches Mädchen auf, dem der Beat des Riddims Doctor’s Darling der Berliner Band Seeed zugrunde liegt. Dabei rappte er in gebrochenem deutsch mit vielen Grammatikfehlern über seinen Liebeskummer. Seine Stimme erfüllte nicht die Ansprüche der Jury und er schaffte es nicht in die nächste Runde. Gleichwohl attestierte Jurymitglied Dieter Bohlen Alves Hitpotenzial.
Noch vor Beginn der Fernsehausstrahlung stellte RTL am 22. Dezember 2014 das Video mit Alves’ Auftritt auf die Videoplattform YouTube, um damit den Start der neuen Staffel zu bewerben. Das Video wurde schnell in den sozialen Netzwerken populär. Nach der Fernsehausstrahlung des Auftritts am 24. Januar 2015 erreichte es binnen weniger Tage fast eine Million Klicks. Zum ersten Mal in der Geschichte von Deutschland sucht den Superstar stellte RTL einen Auftritt aus dem Casting zum Download bereit. Das Lied stieg daraufhin auf Platz eins der Downloadcharts verschiedener Anbieter und anschließend auf Platz 28 der deutschen Singlecharts ein.